# Нилха-Сангум
Нилха-Сангум, Илка-Сангун, Илэгэсянькун, также встречается написание Сангум (монг. Сэнгүм?, ᠰᠡᠩᠭᠦᠮ?) — сын кереитского хана Тоорила, более известного под титулом Ван-хана. Имя Нилха является формой имени Илья, поскольку кереиты исповедовали христианство несторианского толка.

## Биография

### Семья и происхождение
Согласно «Сокровенному сказанию монголов», Сангум был единственным сыном Тоорила, хотя в «Джами ат-таварих» указывается, что у него был брат Уйку (Еку), дочь которого Докуз-хатун была отдана в жёны Толую, а вспоследствии — его сыну Хулагу. 
Детство Тоорила, отца Сангума, было трудным: в семилетнем возрасте он попал в плен к меркитам, где его заставляли толочь просо. Тоорила вызволил его отец Хурджакус, но через шесть лет мальчик снова был захвачен — на этот раз татарским ханом Ачжа. Вероятно, неоднократные пленения Тоорила могли происходить не без помощи его родственников, поэтому, вступив на престол после смерти отца, молодой хан казнил нескольких из них. Но выживший дядя Тоорила, носивший титул гурхана («владыки вселенной»), смог свергнуть племянника. В 1171 году монгольский предводитель Есугей-багатур изгнал гурхана за Гоби к тангутам, а ханство вернул Тоорилу. После этого Тоорил и Есугей стали побратимами — анда. Впоследствии, уже после смерти Есугея, его сын Тэмуджин, ища помощи в борьбе с врагами и восстановлении отцовского улуса, воспользовался этим, заручившись поддержкой кереитского хана. И у Тэмуджина, и у Тоорила был ещё один побратим — Джамуха, однако после совместного похода на меркитов отношения между ним и Тэмуджином стали ухудшаться. 

### Союзник Чингисхана
В 1201 году в борьбе против Тэмуджина (уже принявшего титул Чингисхана в 1189 году) часть монгольских сил (татары, тайджиуты, меркиты и некоторые другие племена) объединилась вокруг Джамухи. На созванном курултае Джамуха был провозглашён гурханом. Чингисхан обратился за помощью к Тоорилу, и вскоре объединённое войско выступило против Джамухи. В разведку Чингисхан снарядил своих родственников Алтана, Хучара и Даритая; Тоорил же отправил Нилха-Сангума, своего младшего брата Джаха-Гамбу и сподвижника Бильге-беки. Разведчики привели войска в местность Койтен южнее Керулена, и в ходе сражения армия Джамухи была разбита. 
В 1202 году (по другим источниками — около 1198—1199 года) Чингисхан, Тоорил и Джамуха общими силами разбили хана найманов Буюрука, но по возвращении домой победителям загородил путь найманский отряд во главе воеводы Коксэу-Сабраха. Бой было решено провести утром. Ночью Тоорил и Джамуха оставили Чингисхана, надеясь на его гибель от рук найманов, однако Коксэу-Сабрах, вопреки ожиданиям, наутро стал преследовать самого Тоорила. Найманы разорили кереитские кочевья, а семью Нилха-Сангума взяли в плен. Тоорил направил к Чингисхану гонцов с просьбой о помощи. Чингисхан отправил своих нукеров, но ещё до их прибытия Нилха-Сангум вступил с найманами в бой. Его лошадь была ранена, но самого Сангума, едва не взятого в плен, сумели спасти вовремя прибывшие нукеры. За спасение кереитов Тоорил завещал свой улус Чингисхану, объявив того своим «сыном». Решив скрепить союз, Чингисхан предложил женить своего старшего сына Джучи на сестре Сангума — Чаур-беки; за сына Сангума Тусаху Чингис намеревался выдать свою  дочь Ходжин-бэги. Однако кереитам, а особенно Сангуму, это предложение не понравилось; кроме того, Сангум ещё и оскорбил Чингисхана. 

### Вражда с Чингисханом и гибель
О наступившем охлаждении между Чингисханом и Тоорилом вскоре узнал Джамуха, и, отправившись к Сангуму в урочище Берке-эдет, предложил собравшимся там людям напасть на Чингиса, обвиняя того в обмене послами с найманским правителем Таян-ханом. Выслушав речи Джамухи, Сангум отправил послов к Тоорилу, поручив склонить отца на свою сторону. Несмотря на уговоры послов напасть на Чингисхана, Тоорил ответил отказом. Тогда Сангум лично предстал перед отцом. Снова получив отказ, взбешённый Сангум вышел из юрты, громко хлопнув дверью. Испуганный Тоорил уступил Сангуму, но при этом возложил на того всю ответственность за возможные последствия.
После этого Сангум решил заманить Чингисхана в ловушку: согласившись на предложенный тем межсемейный брак, он под предлогом свадебного пира пригласил Чингиса в свою ставку. Получивший приглашение Чингисхан, ничего не подозревая, отправился к Сангуму. По дороге было решено остановиться у Мунлика, бывшего когда-то нукером Есугея. Мунлик выразил свои опасения по поводу приглашения Сангума, и Чингисхан, выслушав его, посчитал совет разумным и повернул назад, послав к Сангуму вместо себя двух своих людей. 
Тогда Сангум решил устроить внезапное нападение на Чингисхана и пленить его. На собранном совете было предложено атаковать монголов рано утром, и принятое решение было приказано хранить в строжайшей тайне. Однако по возвращении домой один из нойонов проболтался о совете своим родственникам, и этот разговор подслушали два его табунщика — Бадай и Кишлих. Они доложили о готовящемся нападении Чингисхану, и тот приказал немедленно откочёвывать.  
Монгольское войско остановилось в местности Харахалджит-Элет; здесь же и состоялось жестокое сражение с кереитами. Обе стороны понесли большие потери. Был смертельно ранен командир передового отряда войск Чингисхана, предводитель мангутов Хуилдар-Сечен; сын Чингиса Угэдэй, также принимавший участие в битве, получил ранение в шею, но был спасён нукером Борохулом. Возглавивший остатки своего войска Сангум бросился в бой, но был ранен в щёку стрелой и увезён кереитами с поля боя. По словам Рашид ад-Дина, если бы этого не случилось, войскам Чингисхана грозила бы опасность полного урона.  
Между тем, отношения Джамухи и Ван-хана продолжали ухудшаться, и вскоре против последнего сложилась новая коалиция: помимо Джамухи, к ней присоединились Даритай, Алтан и Хучар, а также люди из бааринов, мангутов и татар. Было решено атаковать Ван-хана врасплох, однако тот предугадал планы противников и сам выступил против них. Одержав победу, кереиты устроили пир; воспользовавшись этим, Чингисхан напал на них, и в ходе трёхдневного боя полностью разбил. Спасаясь от монгольских войск, Ван-хан и Сангум натолкнулись на найманский отряд; неузнанный Ван-хан был убит и обезглавлен. Сангуму удалось бежать, но он был вынужден покинуть монгольские земли. Некоторое время он жил грабежами в тангутском государстве Си Ся, но позже ушёл в Восточный Туркестан, где был убит предводителем уйгуров Клыч-Кара. Позже, уже после подчинения уйгуров Чингисхану, Клыч-Кара передал тому жену и сына Сангума. 
Дети Сангума и его дяди Джаха-Гамбу остались в живых и в дальнейшем служили роду Чингисхана. Известно также, что потомками Нилха-Сангума по линии одного из его сыновей являются калмыцкие ханы и торгутские нойоны.

## В культуре